# Aartsbisdom Toliara

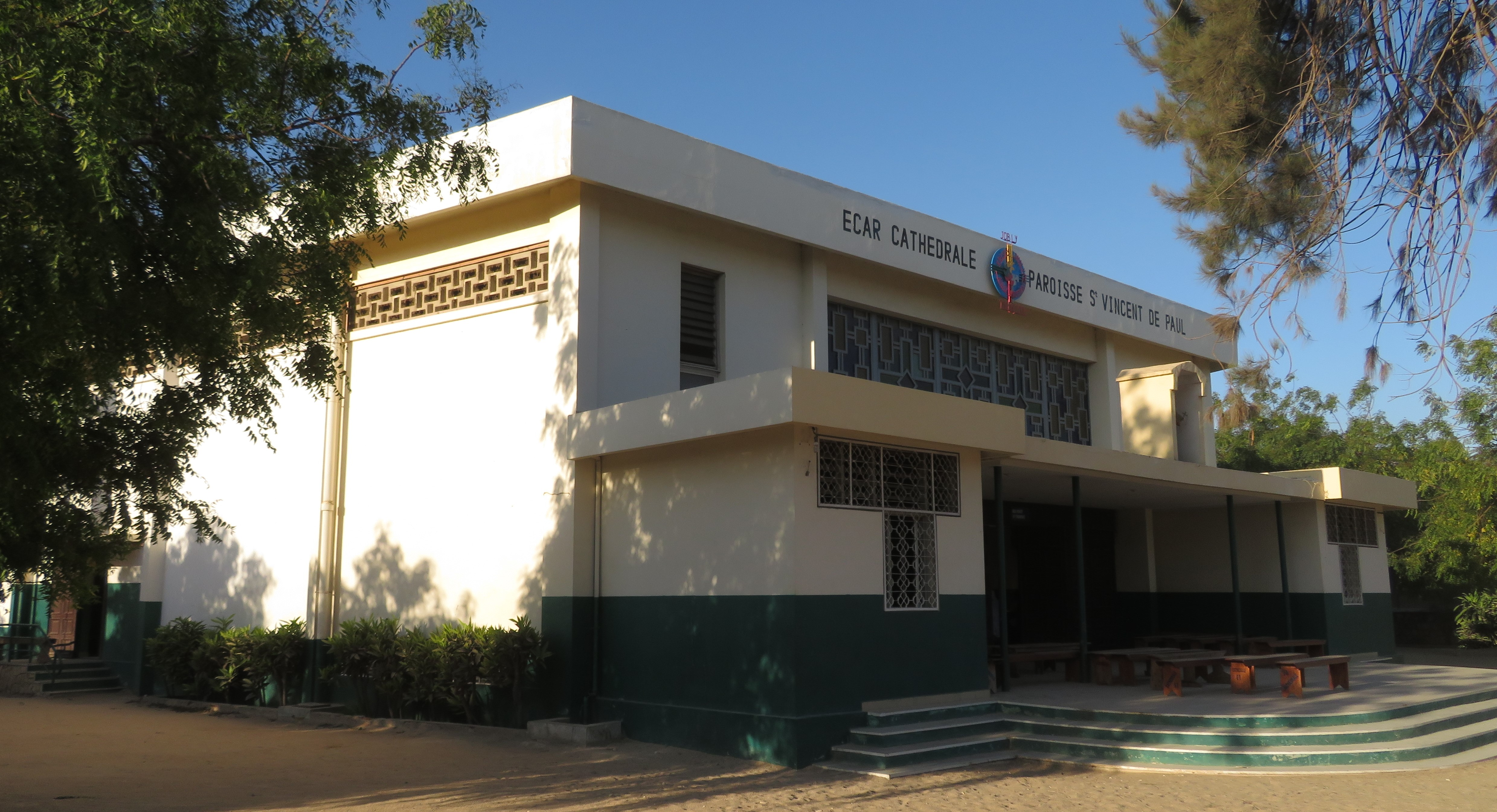
Kathedraal van Toliara in 2023

Het aartsbisdom Toliara (Latijn: Archidioecesis Toliaranus; Merina: Arsidiosezin'i Toliara; Frans: Archidiocèse de Toliara) is een in Madagaskar gelegen rooms-katholiek aartsbisdom met zetel in de stad Toliara. De aartsbisschop van Toliara is metropoliet van de kerkprovincie Toliara, waartoe ook de volgende suffragane bisdommen behoren:
- Bisdom Morombe
- Bisdom Morondava
- Bisdom Tôlagnaro

## Geschiedenis
Op 8 april 1957 richtte paus Pius XII het bisdom Tuléar op uit delen van het bisdom Fort-Dauphin. Dit bisdom was suffragaan aan het aartsbisdom Tananarive. Op 11 december 1958 werd het suffragaan aan het aartsbisdom Fianarantsoa. Op 28 oktober 1989 werd het bisdom hernoemd naar bisdom Toliara. Op 3 december 2003 verhief paus Johannes Paulus II Toliara met de apostolische constitutie De universo dominico tot aartsbisdom.

## Bisschoppen van Toliara
- 1959–1974: Michel-Henri Canonne AA (bisschop van Tuléar)
- 1974–1989: René Joseph Rakotondrabé (bisschop van Tuléar)
- 1990–2003: Fulgence Rabeony SJ (vanaf 2003 aartsbisschop)

### aartsbisschop
- 2003-heden: Fulgence Rabeony SJ (tot 2003 bisschop)